# Intrigues à la Maison Blanche
Intrigues à la Maison-Blanche (Washington: Behind Closed Doors) est une mini-série américaine en 6 épisodes de 120 minutes, créée d'après le roman The Company de John Ehrlichman, réalisée par Gary Nelson et diffusée du 6 au 11 septembre 1977 sur le réseau CBS aux États-Unis.
En France, la série a été diffusée à partir du 5 octobre 1980 sur Antenne 2.

## Synopsis
À la suite de la démission du président des États-Unis, plusieurs candidats sans scrupules se battent pour faire campagne et faire élire le futur locataire de la Maison-Blanche.

## Distribution
- Cliff Robertson : William Martin
- Jason Robards : président Richard Monckton
- Stefanie Powers : Sally Whalen
- Robert Vaughn : Frank Flaherty
- Lois Nettleton : Linda Martin
- Barry Nelson : Bob Bailey
- Harold Gould : Carl Tessler
- Tony Bill : Adam Gardiner
- Andy Griffith : Esker Scott Anderson
- John Houseman : Myron Dunn
- David Selby : Roger Castle
- Meg Foster : Jennie Jamison
- Frances Lee McCain : Paula Stoner Gardiner
- Barry Primus : Joe Wisnovsky
- Lara Parker : Wanda Elliott
- Alan Oppenheimer : Simon Cappell
- Frank Marth : Lawrence Allison
- Thayer David : Elmer Morse
- George Gaynes : Brewster Perry
- June Dayton : madame Monckton
- Linden Chiles : Jack Atherton
- Skip Homeier : Lars Haglund
- John Randolph : Bennett Lowman
- Bonnie Bartlett : Joan Bailey
- Michael Anderson Jr. : Alex Coffee
- John Kerr : Ashton
- Jerry Hardin : Général
- John van Dreelen : Wharton